# SS-Oberabschnitt Süd

Kommandoflagga för SS-Oberabschnitt Süd.

SS-Oberabschnitt Süd var ett distrikt inom Allgemeine-SS och omfattade södra Tyskland. SS-Oberabschnitt Süd existerade från 1929 till 1945 och dess högkvarter var förlagt till München.

## Befälhavare
- Rudolf Hess: 1929 – 31 oktober 1930
- Sepp Dietrich: 31 oktober 1930 – 1 oktober 1932
- Richard Hildebrandt: 1 oktober 1932 – 30 januari 1933
- Friedrich Jeckeln: 30 januari 1933 – 15 juli 1933
- Ernst-Heinrich Schmauser: 15 juli 1933 – 1 april 1936
- Karl von Eberstein: 1 april 1936 – 20 april 1945
  - Hermann von Schade: 12 juni 1939 – juli 1939 (ersättare)
  - Anton Vogler: 1 februari 1945 – 20 april 1945 (ersättare)
- Wilhelm Koppe: 20 april 1945 – maj 1945

### Webbkällor
- ”SS-Oberabschnitt Süd” (på engelska). Axis History. Arkiverad från originalet den 17 juni 2013. https://www.webcitation.org/6HS21Trgn?url=http://www.axishistory.com/about-ahf/news/179-germany-ss/ss-unsorted/5266-ss-oberabschnitt-sued. Läst 17 juni 2013.